# Grünz
Grünz ist ein Ortsteil der Stadt Penkun des Amtes Löcknitz-Penkun im Landkreis Vorpommern-Greifswald in Mecklenburg-Vorpommern.

## Geographie
Das Dorf Grünz liegt im Südostzipfel Vorpommerns, im Westen und Süden an die brandenburgischen Gemeindegebiete von Randowtal und Casekow angrenzend. Grünz befindet sich auf einer Grundmoränenfläche, die sich in Nord-Süd-Richtung zwischen Oder und Randow auf einer Länge von rund 20 Kilometern erstreckt. Die weitgehend waldlose Hochfläche wird von großen Ackerflächen und vielen Windkraftanlagen geprägt. Charakteristisch sind darüber hinaus zahlreiche Sölle – abflusslose Seen, die aus eiszeitlichen Toteislöchern entstanden sind. Eine ganze Kette dieser Seen beginnt am südlichen Ortsausgang von Grünz mit dem Dorfsee und dem Bibelsee einen Kilometer südlich von Grünz und setzt sich über den Großen See, den Uhtlatsee, den Angelsee, den Moospfuhl bis über die als Bürgersee bezeichneten Penkuner Seen hinaus fort. Einige Seen sind dem Prozess der Verlandung unterworfen, der im Fall des nahe liegenden Krummen Sees weit fortgeschritten ist. Südlich von Grünz, an der Grenze zu Brandenburg, wird im ca. 20 ha großen Waldgebiet der Schwarzen Berge mit 74 m ü. NHN der höchste Punkt der Gemarkung Grünz erreicht. Die Westgrenze der Gemarkung bildet das Urstromtal der Randow. Das Gelände fällt zur Randow um bis zu 4 Meter in einer Steilstufe ab. Dieser Talhang mit für Mecklenburg-Vorpommern seltenen Trocken- und Halbtrockenrasen sowie Saum-, Stauden- und Quellfluren ist zentraler Teil des 30 ha umfassenden Naturschutzgebietes Grünzer Berge. Eine Besonderheit stellt die Randow in Höhe Grünz dar: hier befindet sich der Scheitelbereich des Tales. Das Wasser fließt sowohl in nördlicher (über die Uecker) als auch in südlicher Richtung (über die Welse) ab (Pseudobifurkation).

## Geschichte
Grünz taucht erstmals 1289 als Grönitz in einer Urkunde zusammen mit dem Rohdung genannten Dorf Radewitz auf. Die Grünzer Kirche entstand ab 1229. Von 1640 bis 1720 gehörten auch Grünz und Radewitz zu Schwedisch-Pommern. Im Jahr 1811 kam das Ende der Leibeigenschaft auch in das südliche Vorpommern.
Bis zum 31. Dezember 1998 war Grünz zusammen mit der Siedlung Radewitz eine selbständige Gemeinde im Landkreis Uecker-Randow. Grünz hatte nach Angaben der Stadtverwaltung Penkuns am 22. Februar 2005 92 Einwohner, für Radewitz wurden 88 Einwohner angegeben.
Einwohnerentwicklung
| Jahr | Grünz | Quelle            |
| ---- | ----- | ----------------- |
| 1900 | 257   | [ 4 ]             |
| 1925 | 232   | [ 5 ] [ 6 ] [ 7 ] |
| 1933 | 400   | [ 6 ] [ 7 ]       |
| 1939 | 372   | [ 6 ] [ 7 ]       |
| 1990 | 296   | [ 8 ]             |
| 1995 | 296   | [ 8 ]             |
| 1998 | 282   | [ 8 ]             |

## Sehenswürdigkeiten

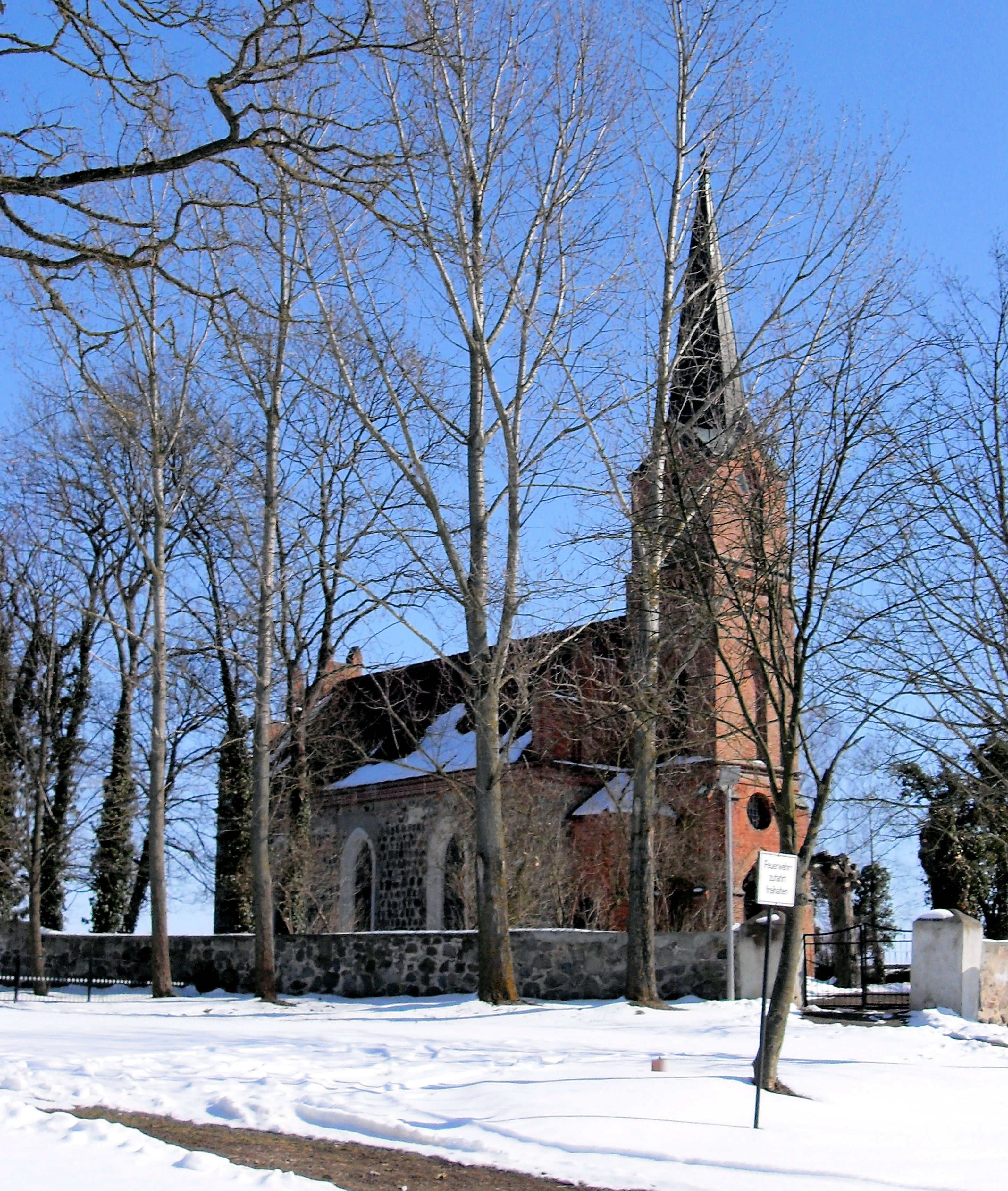
Dorfkirche Grünz

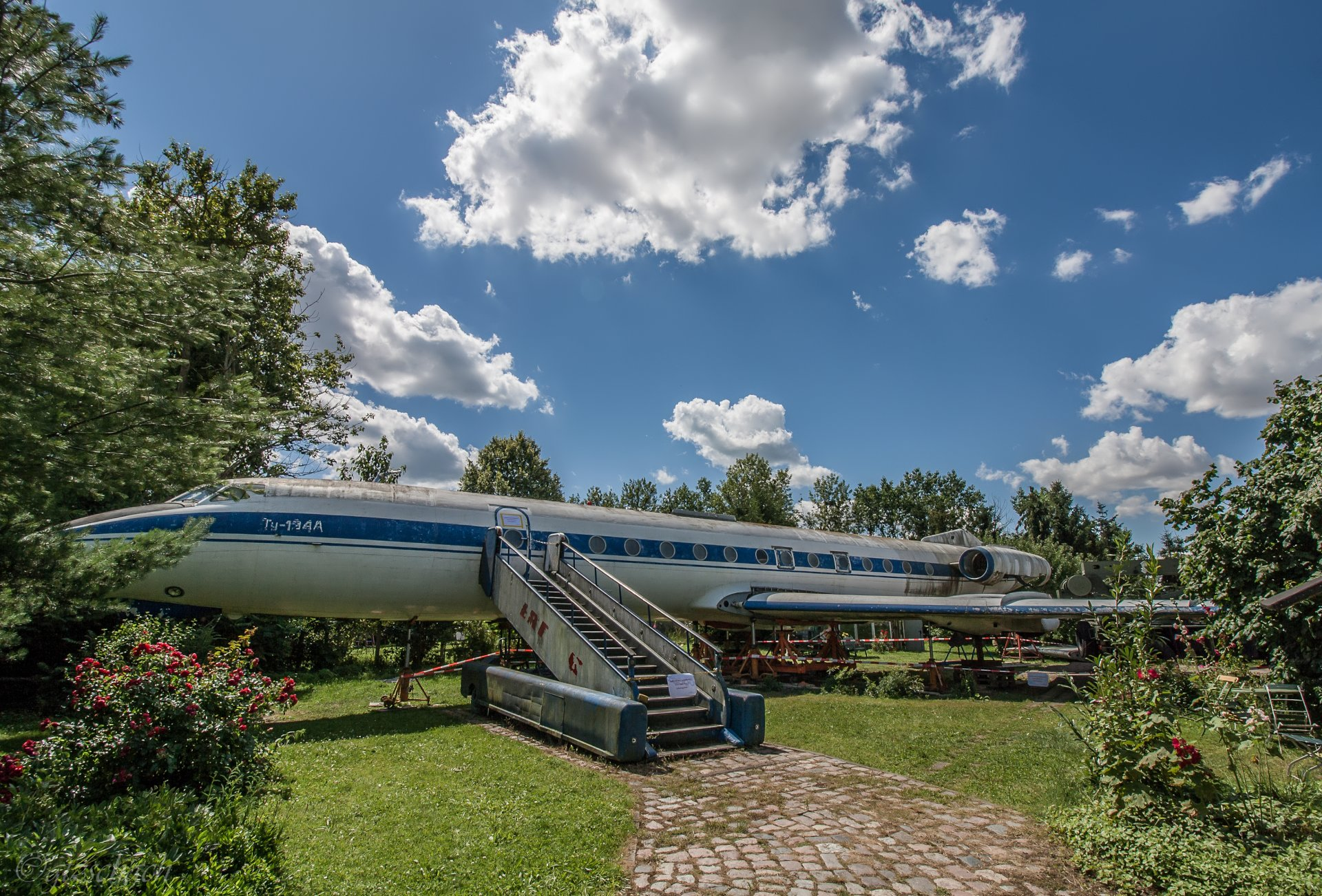
Ausgemusterte Tupolew Tu-134, die von 1991 bis 2017 im Garten des Gasthofes Deutsches Haus stand

- Dorfkirche, Baubeginn 1229, am 4. Mai 1888 durch einen Blitzschlag zerstört, zwei Jahre später mit neuem Turm wieder aufgebaut. Der Altarraum als Apsis schließt mit dem Stufengiebel die Kirche im Osten ab. Einrichtungsgegenstände: Taufbecken aus Zinn von 1685, zwei Altarleuchter aus Messing von 1878 und ein Kronleuchter im Neorokoko-Stil von um 1900.
- Gutshaus in Radewitz mit Parkanlage, zwischen 1850 und 1925 erbaut, bis 1999 als Alten- und Pflegeheim genutzt
- Scheunen und Ställe aus Naturstein
- Hünengrab aus der Bronzezeit
- Naturschutzgebiet Grünzer Berge
- Südwestlich der Kirche stand im Dorf ein originales Flugzeug vom Typ Tupolew Tu-134 A. Die Tupolew ist im Oktober 2017 in das Flugplatzmuseum Cottbus umgezogen.

→ Siehe auch Liste der Baudenkmale in Penkun

## Wirtschaft und Infrastruktur
Die Bewohner von Grünz und Radewitz sind in der Landwirtschaft (vorwiegend Getreideanbau) sowie in kleinen Dienstleistungsbetrieben beschäftigt oder pendeln in die nahegelegenen größeren Städte und Gemeinden.
Für die Einwohner stehen ein Sportplatz, eine Freilichtbühne und eine Kegelbahn zur Verfügung. Das Vereinsleben bestimmen der Heimatverein Grünz am Randowbruch e. V. und der Anglerverein Grünz-Radewitz-Sommersdorf-Wartin e. V.
Verkehrsanbindung
Die Bundesautobahn 11 (Berlin-Stettin) führt nördlich an Grünz und unmittelbar am Ortsrand von Radewitz entlang. Zur Autobahn-Anschlussstelle Schmölln, die ca. 1,5 Kilometer von Grünz entfernt liegt, führt die Landstraße Prenzlau-Penkun (L 25/L 283). Der Grünz und Radewitz am nächsten liegende Bahnhof befindet sich in der 10 Kilometer entfernten Gemeinde Casekow.